# 靈鱷屬
靈鱷屬（屬名：Effigia）是種主龍類，存活在三疊紀瑞替階的新墨西哥。靈鱷的身長約2公尺。

## 發現
靈鱷化石是由愛德恩·柯伯特（Edwin H. Colbert）從幽靈牧場採石場的石塊收集而成；幽靈牧場採石場是在1946年與1947年開採。然而，柯柏特不認為該採石場除了基礎獸腳亞目恐龍以外還有任何大型脊椎動物，所以並未打開石塊的保護罩，而還給美國自然歷史博物館。
在2006年一月，已畢業學生Sterling Nesbitt在美國自然歷史博物館重新發現這些化石。Nesbitt原本將石塊保護罩打開，是想發現腔骨龍的新標本。當找到靈鱷的化石時，他發現這並不是恐龍，並且繼續尋找採石場裡石塊的其他部分。Nesbitt與博物館館長馬克·諾瑞爾，將它命名為奧氏靈鱷（E. okeeffeae），屬名與種名是以喬治亞·歐姬芙（Georgia O'Keeffe）為名，她花了許多年在幽靈牧場，她的骨灰也散佈在該牧場。

## 驅同演化
靈鱷的特點在於牠非常類似似鳥龍科恐龍。在2007年，Nesbitt發現靈鱷非常類似蘇牟龍，並且為伪鳄类的物種，而牠與似鳥龍科的相似處代表者極度趨同演化的結果。Nesbitt同時也論證蘇牟龍其實跟查特吉鱷是同一種動物，而牠們屬於包括蘇牟龍與波波龍的波波龍超科演化支。而在這演化支中，靈鱷又屬於蘇牟龍科演化支，這演化支也包含南美洲的岩鱷。
在2007年，其他研究人員提出靈鱷、蘇牟龍是同種動物，因此建議改名為奧氏蘇牟龍（Shuvosaurus okeeffeae）

## 大眾文化
靈鱷曾出現在2007年的IMAX3D電影《恐龍大追擊》（Dinosaurs Alive!）。Nesbitt在影片中講解他發現靈鱷的過程，另外在影片中，一小群腔骨龍曾追趕靈鱷，靈鱷最後被雷東達龍所獵食。

## 外部連結
- MSNBC Story
- Effigia at Dinosaurs Alive!
- Effigia at American Museum of Natural History （页面存档备份，存于）
- Fossil Yields Surprise Kin of Crocodiles – New York Times （页面存档备份，存于）